# Hamza Dahmane
Hamza Dahmane (22 september 1990) is een Algerijns voetballer (keeper) die momenteel uitkomt voor CR Belouizdad in zijn thuisland.
Dahmane is 2de doelman na Mohamed Ousserir en dus speelde hij tot nu toe slechts 5 wedstrijden sinds hij medio 2010 in de A-kern zat.
Dahmane speelde ook 5 keer voor het nationale beloftenelftal.
1 Ousserir ·
2 Abdat ·
4 Mameri ·
5 Mebarki ·
6 Mekehout ·  
7 Bousehaba ·
9 Slimani ·
11 Aït Ouamar ·
12 Kherbache ·
13 Anane ·
14 Naïli ·
16 Dahmane ·
17 El Amine Aouad ·
18 Rebih ·
19 Bourakba ·
20 Aksas ·
21 Hérida ·
22 Mohammed ·
24 Boukedjane ·
26 Maâziz · 
27 Benabderahmane ·
28 Ammour ·
29 Boukria ·
30 Khellaf ·
Coach: Solinas